# Peter McLeod
Peter McLeod (ur. 6 maja 1948 roku w Newcastle) – australijski kierowca wyścigowy.

## Kariera
McLeod rozpoczął karierę w międzynarodowych wyścigach samochodowych w 1980 roku od startów w Australian Touring Car Championship. Z dorobkiem trzech punktów uplasował się na 24 pozycji w klasyfikacji generalnej. W tym samym roku nie ukończył wyścigów Hang Ten 400 oraz Hardie-Ferodo 1000. W późniejszych latach Australijczyk pojawiał się także w stawce International Resort 300, Oran Park 250, Better Brakes 3.5 Litre Series, Perrier Gold Cup, Better Brakes Touring Car Series, Australian Endurance Championship, Better Brakes AMSCAR Series, James Hardie 1000, Sandown 500, World Touring Car Championship, Asia-Pacific Touring Car Championship, Tooheys 1000, Meksykańskiej Formuły 3, Bathurst 12 Hour Race, Australian Production Car Championship, Sandown 6 HourTAC Peter Brock Classic, EDS Five-Litre V8 Touring Cars, Eastern Creek 12 Hour, Bathurst 1000, Poolrite GTP Bathurst 3 Hour Showroom Showdown, Australian Swift Racing Series, New South Wales Sports Sedan Championship oraz Kerrick Sports Sedan National Series.